# Эгембердиев, Рахматулла Сайдиманович
Рахматулла Сайдиманович Эгембердиев (кирг. Рахматулла ажы Сайдиманович Эгембердиев; род. 28 февраля 1977) — киргизский религиозный деятель, казы Баткенской области (2004—2005), верховный муфтий Кыргызстана (2012—2014).

## Биография
Родился 28 февраля 1977 года в Баткенской области, Киргизская ССР, СССР.
В 1991—1993 годах обучался в школе имам-хатибов в Невшехире, Турция. В 1993—1999 годах обучался религиоведению в Кувейтском университете. Обучался политологии в магистратуре Дипломатической академии при МИД Кыргызстана.
В 1998—1999 годах преподавал арабский язык в Международном университете Кыргызстана, в 1999—2001 годах — в Кыргызско-Кувейтском университете (сейчас — Международный Кувейтский университет).
В 2003—2004 годах работал в медресе в Баткенском районе.
В 2004—2005 годах являлся казы Баткенской области. В 2005—2008 годах работал в Духовном управлении мусульман Кыргызстана начальником отдела по контролю мечетей и медресе, в 2008—2009 годах — начальником отдела хаджа и умры. В 2009—2012 годах являлся заместителем верховного муфтия Кыргызстана.
С 17 декабря 2012 года по 7 января 2014 года являлся верховным муфтием Кыргызстана. Подал в отставку после публикации секс-видео с ним и женщиной, которую он назвал своей второй женой, хотя многожёнство в Кыргызстане запрещено.
В 2015 году был подан в международный розыск по обвинению в уклонении от уплаты налогов в крупном размере и задержан в Казахстане. Издание «Кактус Медиа» пишет, что «со временем скандал утих».
Является директором и соучредителем двух компаний: туристической компании «Исра» и ОсОО «Торо плюс». В 2022 году избран директором Фонда развития духовной культуры «Ыйман».
Владеет киргизским, русским, арабским, турецким, английским и таджикским языками.